# Орієнтовний перелік основних лікарських засобів, розроблений ВООЗ

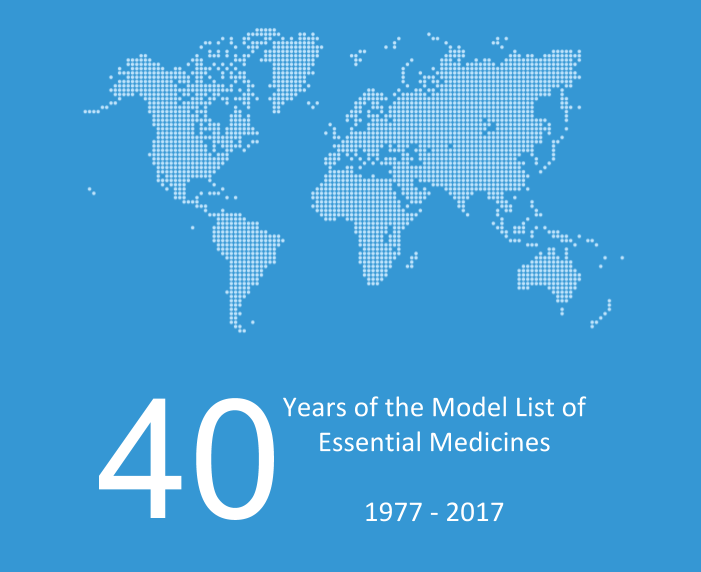
У 2017 році відзначається 40 років Орієнтовному переліку основних лікарських засобів, розробленому ВООЗ

Орієнтовний перелік основних лікарських засобів, розроблений ВООЗ або Орієнтовний перелік життєвонеобхідних лікарських засобів, розроблений ВООЗ (англ. WHO Model List of Essential Medicines) — перелік, запропонований Всесвітньою організацією охорони здоров'я (ВООЗ), із найбільш ефективних і безпечних лікарських засобів, необхідних для задоволення найбільш важливих потреб у системі охорони здоров'я. На основі цього переліку країни часто розробляють власні місцеві переліки необхідних лікарських засобів. Перелік розділений на основні і додаткові елементи. Основні лікарські засоби вважаються найбільш економічно ефективними варіантами для ключових медичних проблем і можуть використовуватися з невеликою кількістю додаткових ресурсів охорони здоров'я. Додаткові лікарські засоби часто вимагають додаткової інфраструктури, наприклад, спеціально навчених медичних працівників або діагностичного обладнання
Перший перелік було опубліковано у 1977, він містив 208 лікарських засобів. ВООЗ оновлює перелік кожні 2 роки: 14-й перелік (2005р) містив 306 лікарських засобів, 19-те видання (2015р) — містило близько 410 лікарських засобів, поточне видання станом на 2024 рік 23-є (2023 р) — 591 препарат та 103 терапевтичних еквіваленти.
Станом на 2016 рік, понад 155 країн створили національні переліки основних лікарських засобів, заснованих на орієнтовному переліку ВООЗ(включно Україна). Серед них і розвинуті країни, і країни, що розвиваються. Національні переліки містять від 334 до 580 препаратів. Цей перелік заснований на 19-му виданні переліку для дорослих. Окремий перелік для дітей до 12 років, відомий як «Орієнтовний перелік основних лікарських засобів для дітей, розроблений ВООЗ», було створено у 2007 році і на теперішній час опубліковано 5-те видання.
Український національний перелік препаратів збігався із EMLs ВООЗ до 80% (станом на 2018 рік).

## Анестетики

### Загальні анестетики та кисень

#### Інгаляційні лікарські засоби
- Галотан[en]
- Ізофлуран
- Закис азоту (лікарський засіб)[en]
- Кисень

#### Ін'єкційні лікарські засоби
- Кетамін
- Пропофол

### Місцеві анестетики
- Бупівакаїн
- Лідокаїн
- Лідокаїн/епінефрин
- Епінефринα [12]

### Лікарські засоби дляпремедикаціїта седації під час короткотривалих процедур
- Атропін
- Мідазолам
- Морфін

## Лікарські засоби для лікування болю та надання паліативної допомоги

### Ненаркотичні анальгетики та нестероїдні протизапальні лікарські засоби (НСПЗ)

Скелетна формула хімічної структури ацетилсаліцилової кислоти

- Ацетилсаліцилова кислота
- Ібупрофен
- Парацетамол (ацетамінофен)

### Опіоїдні анальгетики
- Кодеїн
- Морфін

### Лікарські засоби для усунення інших поширених симптомів у паліативній допомозі
- Амітриптилін
- Циклізин[en]
- Дексаметазон
- Діазепам
- Докузат натрію[en]
- Флуоксетин
- Галоперидол Haloperidol
- Гіосцину бутилбромід[en]
- Гіосцину гідробромід
- Лактулоза
- Лоперамід
- Метоклопрамід
- Мідазолам
- Ондансетрон
- Глікозиди сени[en]

## Протиалергічні засоби та лікарські засоби, що застосовуються при анафілаксії
- Дексаметазон
- Епінефрин (адреналін)
- Гідрокортизон
- Лоратадин
- Преднізолон

## Антидоти та інші речовини, що застосовуються при отруєннях

### Неспецифічні
- Активоване вугілля (ліки)

### Специфічні
- Ацетилцистеїн
- Атропін
- Глюконат кальцію
- Метилтіонінію хлорид (Метиленовий синій)
- Налоксон
- Пеніциламін
- Калію-заліза (III) гексаціаноферрат (II) (Берлінська лазур, прусський синій)
- Нітрит натрію
- Тіосульфат натрію
- Дефероксамінα
- Димеркапрол (Британський антилюізит)[en]α
- 4-метилпіразол (Фомепізол)[en]α
- Динатрію едетат (Трилон Б)[en]α
- Сукцімер[en]α

## Протисудомні/Протиепілептичні лікарські засоби
- Карбамазепін
- Діазепам
- Лоразепам
- Магнію сульфат
- Фенобарбітал
- Фенітоїн
- Вальпроєва кислота (вальпроат натрію)
- Етосуксимід[en]α

## Протиінфекційні лікарські засоби

### Антигельмінтні засоби

#### Кишкові антигельмінтні засоби

Скелетна формула хімічної будови альбендазола

- Альбендазол
- Левамізол
- Мебендазол
- Ніклозамід
- Празиквантел
- Пірантел

#### Лікарські засоби для лікуванняфіляріїдозів
- Альбендазол
- Діетилкарбамазин[en]
- Івермектин

#### Лікарські засоби для лікуванняшистосомозівта іншихнематодозів
- Празиквантел
- Триклабендазол[en]
- Оксамніквін[en]α

### Антибіотики

#### Бета-лактамні лікарські засоби
- Амоксицилін
- Амоксицилін/клавуланова кислота (амоксицилін + клавуланова кислота)
- Ампіцилін
- Бензатин бензилпеніцилін
- Бензилпеніцилін
- Цефалексин
- Цефазолін
- Цефіксим
- Цефтріаксон
- Клоксацилін
- Феноксиметилпеніцилін (пеніцилін V)
- Прокаїн бензилпеніцилін[en]
- Цефотаксимα
- Цефтазидимα
- Іміпенем/Циластатин[en] (іміпенем + циластатин)α

#### Інші антибактеріальні засоби
- Азитроміцин
- Хлорамфенікол
- Хлорамфенікол
- Кларитроміцин
- Доксициклін
- Еритроміцин
- Гентаміцин
- Метронідазол
- Нітрофурантоїн
- Спектиноміцин
- Сульфаметоксазол/триметоприм
- Триметоприм
- Кліндаміцинα
- Ванкоміцинα

#### Протилепрозні лікарські засоби
- Клофазимін
- Дапсон
- Рифампіцин

#### Протитуберкульозні лікарські засоби
- Етамбутол

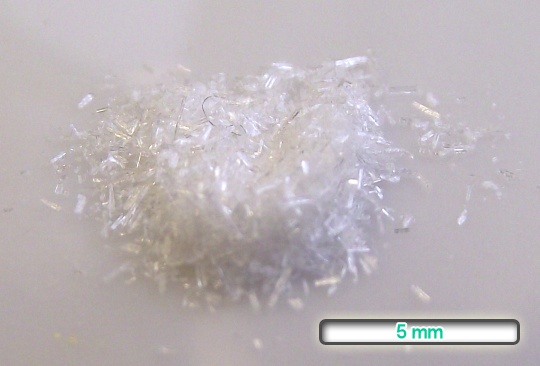
Кристали етамбутолу

- Етамбутол/ізоніазид (етамбутол + ізоніазид)
- Етамбутол/ізоніазид/піразинамід/рифампіцин (етамбутол + ізоніазид + піразинамід + рифампіцин)
- Етамбутол/ізоніазид/рифампіцин (етамбутол + ізоніазид + рифампіцин)
- Ізоніазид
- Ізоніазид/піразинамід/рифампіцин[en] (ізоніазид + піразинамід + рифампіцин)
- Ізоніазид/рифампіцин[en] (ізоніазид + рифампіцин)
- Піразинамід
- Рифабутин
- Рифампіцин
- Рифапентин
- Амікацинα
- Бедаквілінα
- Циклосеринα
- Деламанідα
- Етіонамідα
- Канаміцинα
- Левофлоксацинα
- Лінезолідα
- Парааміносаліцилова кислотаα
- Стрептоміцинα

### Протигрибкові лікарські засоби
- Амфотерицин В
- Клотримазол
- Флуконазол
- Флуцитозин
- Гризеофульвін
- Ністатин
- Йодид каліюα

### Противірусні лікарські засоби

#### Протигерпетичні лікарські засоби
- Ацикловір

#### Антиретровірусні засоби

##### Нуклеозидні/нуклеотидні інгібітори зворотньої транскриптази
- Абакавір (ABC)
- Ламівудин (3TC)
- Ставудин (d4T)
- Тенофовіру дезопроксил фумарат (TDF)
- Зидовудин (АЗТ, ZDV або AZT)

##### Ненуклеозидні інгібітори зворотньої транскриптази
- Ефавіренз (EGV or EFZ)
- Невірапін (NVP)

##### Інгібітори протеази

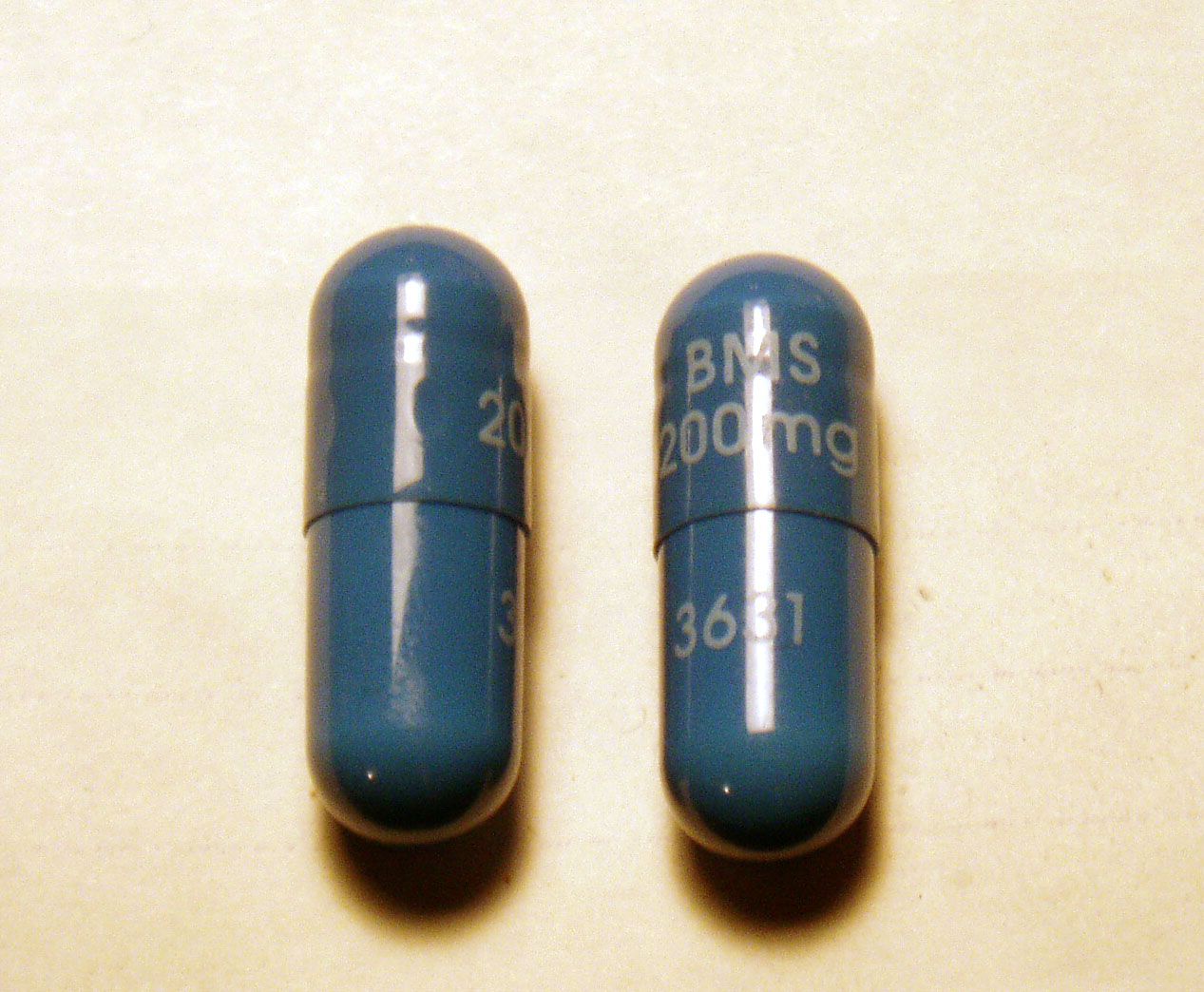
Дві капсули атазанавіру

- Атазанавір
- Дарунавір
- Лопінавір/ритонавір (LPV/r)
- Ритонавір
- Саквінавір (SQV)

###### Комбінації з фіксованою дозою
- Абакавір/ламівудин (абакавір + ламівудин)
- Ламівудин/етріцітабін/тенофовір[en]
- Тенофовір/емтрицитабін
- Ламівудин/невірапін/ставудин[en]
- Ламівудин/невірапін/зидовудин[en]
- Зидовудин/ламівудин

##### Інші противірусні засоби
- Озельтамівір
- Рибавірин
- Валганцикловір

##### Лікарські засоби проти гепатиту

###### Лікарські засоби для гепатиту В
Нуклеозидні/нуклеотидні інгібітори зворотньої транскриптази
- Ентекавір
- Тенофовіру дезопроксил фумарат (TDF)

###### Лікарські засоби для гепатиту C
Інгібітори нуклеотид-полімераз
- Софосбувір

Інгібітори протеаз
- Симепревір[en]

Інгібітори NS5A
- Даклатасвір

Ненуклеозидні інгібітори полімерази
- Дасабувір

Інші противірусні засоби
- Рибавірин
- Пегільований інтерферон альфа-2а або Пегільований інтерферон альфа-2b pegylated interferon-alpha-2bα

Комбінації з фіксованою дозою
- Ледіпасвір/софосбувір[en]
- Омбітасвір/парітапревір/рітонавір[en]

### Лікарські засоби для лікування протозойних інфекцій

#### Лікарські засоби для лікуванняамебіазуталямбліозу
- Ділоксанід[en]
- Метронідазол

#### Протилейшманіозні засоби
Лікарські засоби для лікування лейшманіозу.
- Амфотерицин В
- Мілтефосін[en]
- Паромоміцин
- Стібоглюконат натрію[en] або меглюміну антимоніат[en]

#### Протималярійні засоби

##### Для лікування
- Амодиахін[en]
- Артеметер[en]
- Артеметер/люмефантрин (Артеметер[en] + люмефантрин)
- Артезунат[en]
- Артезунат/амодиахін (артезунат[en] + амодиахін[en])
- Артезунат/мефлохін[en] (артезунат[en] + мефлохін)
- Хлорохін
- Доксициклін
- Мефлохін
- Примахін[en]
- Хінін
- Сульфадоксин/піріметамін

##### Для профілактики
- Хлорохін
- Доксициклін
- Мефлохін
- Прогуаніл

#### Протипневмоцистнітапротитоксоплазмознілікарські засоби
- Піриметамін
- Сульфадіазин
- Сульфаметоксазол/триметоприм
- Пентамідинα

#### Лікарські засоби для лікуваннятрипаносомозів

##### Африканський трипаносомоз (сонна хвороба)

###### І-ша стадія
- Пентамідин
- Сурамін натрію[en]

###### II-га стадія
- Ефлорнітін[en]
- Меларсопрол[en]
- Ніфуртімокс[en]

##### Американський трипаносомоз (Хвороба Шагаса)
- Бензнідазол[en]
- Ніфуртимокс[en]

## Лікарські засоби для лікуваннямігрені

### Гострий напад
- Ацетилсаліцилова кислота
- Ібупрофен
- Парацетамол
- Суматриптан[13]

### Попередження
- Пропранолол

## Протипухлинні та імуносупресивні засоби

### Імуносупресивніпрепарати
- Азатіопринα
- Циклоспоринα

### Цитотоксичні та ад'ювантні лікарські засоби
- Повністю трансретинова кислота α
- Алопуринолα
- Аспарагіназаα
- Бендамустінα
- Блеоміцинα
- Кальцію фолінат[en]α
- Капецітабінα
- Карбоплатинα
- Хлорамбуцилα
- Цисплатинα
- Циклофосфамідα
- Цитарабінα
- Дакарбазинα
- Актиноміцин Дα
- Даунорубіцинα
- Доцетакселα
- Доксорубіцинα
- Етопозидα
- Флюдарабінα
- Флюороурацилα
- Філгастімα
- Гемцітабінα
- Гідроксикарбамід (гідроксисечовина)α
- Іфосфамідα
- Іматинібα
- Ірінотеканα
- Меркаптопуринα
- Меснаα
- Метотрексатα
- Оксаліплатинα
- Паклітакселα
- Прокарбазин[en]α
- Рутуксімабα
- Тіогуанінα
- Трастузумабα
- Вінбластинα
- Вінкрестинα
- Вінорелбінα

### Гормони таантагоністигормонів
- Анастрозолα
- Бікалутамідα
- Дексаметазон
- Гідрокортизонα
- Лейпрорелінα
- Метилпреднізолонα
- Преднізолонα
- Тамоксифенα

## Протипаркінсонічні засоби
- Біпериден
- Леводопа/карбідопа (леводопа + карбідопа)

## Лікарські засоби, що впливають на кров

### Протианемічні лікарські засоби
- Сіль заліза[en]
- Сіль заліза/фолієва кислота[en]
- Фолієва кислота
- Гідроксикобаламін

### Лікарські засоби, що впливають накоагуляцію
- Еноксапарин
- Гепарин
- Фітоменадіон[en]
- Протаміну сульфат[en]
- Транексамова кислота
- Варфарин
- Десмопресинα

### Інші лікарські засоби для лікуваннягемоглобінопатій
- Дефероксамінα
- Гідроксисечовинаα

## Препарати крові та плазмозамінники людського походження

### Кров і компоненти крові

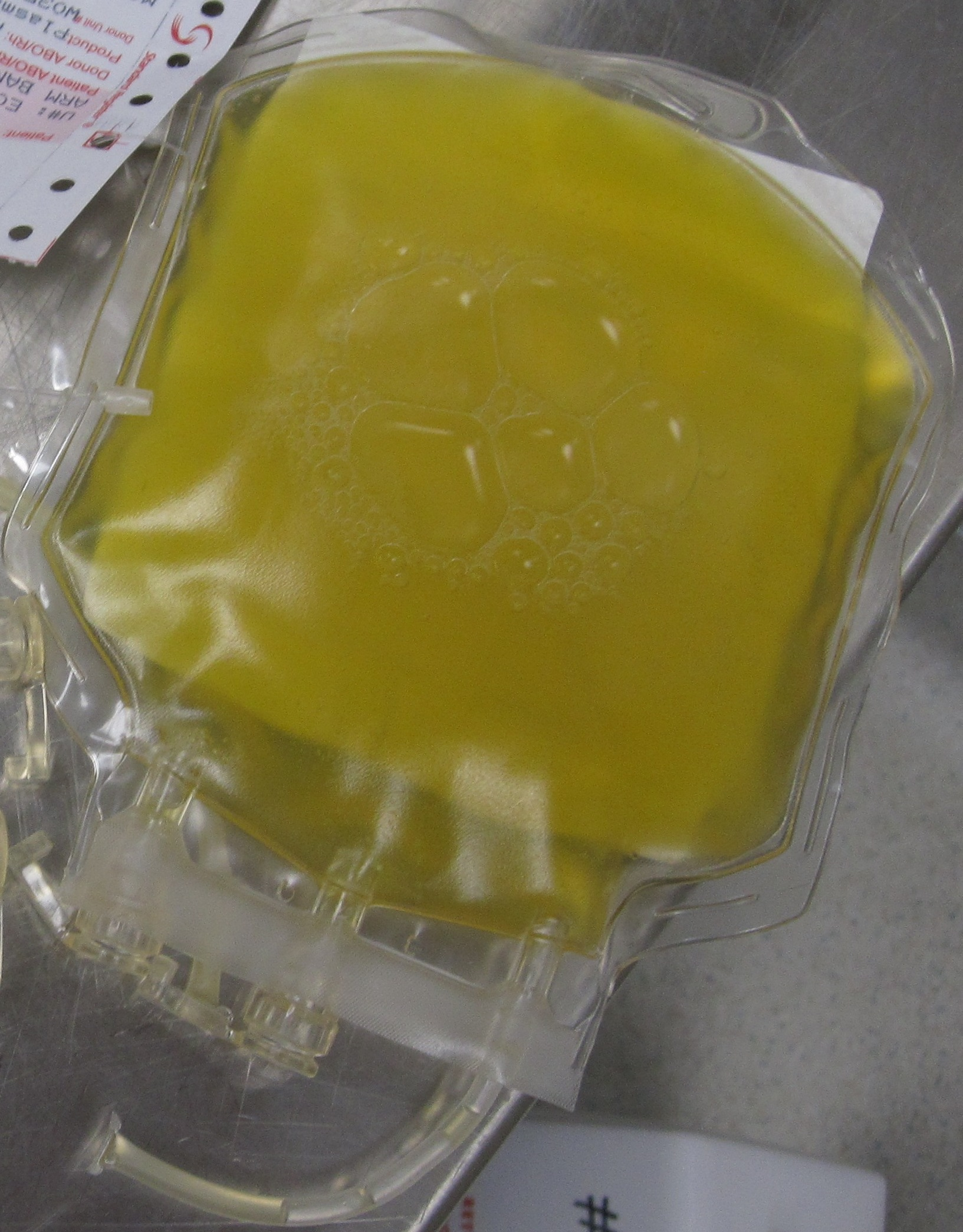
Контейнер, що містить одну дозу свіжозамороженої плазми

- Свіжозаморожена плазма
- Тромбоконцентрат
- Еритроцитарна маса
- Цільна кров

### Препарати на основі (похідні) плазми крові

#### Імуноглобуліни людини
- Анти-D імуноглобулін людини[en]
- Антирабічний імуноглобулін[en]
- Протиправцевий імуноглобулін[en]
- Імуноглобулін людини нормальнийα

#### Фактори згортання крові
- Фактор VIII (лікарський засіб)[en] (Фактор зсідання крові VIII, комплекс)α
- Концентрат протромбінового комплексу (Фактор зсідання крові IX, комплекс)α

### Плазмозамінники
- Декстран 70[en]

## Лікарські засоби, що діють на серцево-судинну систему

### Антиангінальні лікарські засоби
- Бісопролол
- Нітрогліцерин
- Ізосорбіду динітрат
- Верапаміл

### Антиаритмічні лікарські засоби
- Бісопролол
- Дигоксин
- Епінефрин (адреналін)
- Лідокаїн
- Верапаміл
- Аміодаронα

### Антигіпертензивні лікарські засоби
- Амлодипін
- Бісопролол
- Еналаприл
- Гідралазин[en]
- Гідрохлоротіазид
- Метилдопа
- Нітропрусид натріюα

### Лікарські засоби, що застосовуються при серцевій недостатності
- Бісопролол
- Дигоксин
- Еналаприл
- Фуросемід
- Гідрохлоротіазид
- Спіронолактон
- Допамін (Допамін)α

### Антитромботичні лікарські засоби

#### Антитромбоцитарні лікарські засоби
- Ацетилсаліцилова кислота
- Клопідогрель

#### Тромболітичні лікарські засоби
- Стрептокіназа

### Гіполіпідемічні лікарські засоби
- Симвастатин

## Дерматологічні лікарські засоби (місцеві)

### Протигрибкові лікарські засоби
- Міконазол
- Сульфат селену[en]
- Тіосульфат натрію
- Тербінафін

### Протиінфекційні лікарські засоби
- Мупіроцин
- Перманганат калію (лікарський засіб)
- Сульфадіазин срібла[en]

### Протизапальні тапротисвербіжні лікарські засоби[en]
- Бетаметазон
- Каламін
- Гідрокортизон

### Лікарські засоби, що впливають на диференціацію та проліферацію шкіри
- Бензоїлпероксид
- Вугільний дьоготь
- Фторурацил
- Смоли подофіллуму[en]
- Саліцилова кислота
- Сечовина[en]

Додатково:
- Метотрексатα

### Засоби для лікуваннякороститапедикульозу
- Бензил бензоат
- Перметрин

## Діагностичні засоби

### Офтальмологічні лікарські засоби
- Флуоресцеїн (Fluorescein (medical use))
- Тропікамід

### Радіоконтрастні засоби
- Амідотрізоат[en]
- Сульфат барію (Barium sulfate suspension)
- Іогексол[en]
- Меглюміну іотроксат[en]α

## Дезінфекційні та діагностичні засоби

### Антисептичні засоби
- Хлоргексидин
- Етанол (Alcohols (medicine))[note 1]
- Повідон-йод[note 2]

### Дезінфекційні засоби
- Засіб для обробки рук на основі алкоголю
- Суміші на основі хлору (Chlorine-releasing compounds)
- Хлороксиленол[en][note 3]
- Глутараль

## Діуретики
- Амілорид[en]
- Фуросемід[note 4]
- Гідрохлоротіазид[note 5]
- Манітол
- Спіронолактон

Додатково:
- Гідрохлоротіазид[note 6]
- Манітолα
- Спіронолактонα

## Лікарські засоби, що впливають на шлунково-кишковий тракт
- Ферменти підшлункової (Pancreatic enzymes (medication))α

### Противиразкові лікарські засоби
- Омепразол[note 7]
- Ранітидин[note 8]

### Протиблювотні лікарські засоби
- Дексаметазон
- Метоклопрамід
- Ондансетрон[note 9]

### Протизапальні лікарські засоби
- Сульфасалазин
- Гідрокортизонα

### Проносні засоби
- Глікозиди сени[en]

### Лікарські засоби для лікування діареї

#### Оральна регідратація
- Солі для оральної регідратації

#### Лікарські засоби для лікування діареї у дітей
- Сульфат цинку[en]

## Гормони, інші лікарські засоби, що впливають наендокринну систему, контрацептиви

### Гормонинаднирниківта синтетичні замінники
- Флудрокортизон[en]
- Кортизол (Гідрокортизон)

### Андрогени
- Тестостеронα

### Контрацептиви

#### Оральні гормональні контрацептиви
- Етініестрадіол/левоноргестрел[en] (Етініестрадіол[en] + Левоноргестрел[en])
- Етініестрадіол/норетилстерон[en] (Етініестрадіол[en] + Норетилстерон[en])
- Левоноргестрел[en]

#### Ін'єкційні гормональні контрацептиви
- Естрадіолу ципронат/медроксипрогестерону ацетат
- Медроксипрогестерону ацетат
- Норетистерон енантат

#### Внутрішньоматкові спіралі
- Внутрішньоматкова спіраль з міддю
- Внутрішньоматкова спіраль з прогестероном

#### Бар'єрні методи
- Презерватив
- Діафрагма

#### Імплантаційні контрацептиви
- Etonogestrel—releasing implant
- Levonorgestrel—releasing implant

#### Інтравагінальні контрацептиви
- Прогестеронове вагінальне кільце

### Естрогени
- Естрадіол (Estradiol (medication))

### Прогестогени
- Медроксипрогестерону ацетат[note 10]

### Індуктори овуляції
- Кломіфен[en]α

### Ліки від діабету

#### Інсуліни
- Інсулін ін'єкційний (Regular insulin)
- Інсулін середньої тривалості дії (Insulin (medication))
- Аналоги інсуліну тривалої дії (Insulin (medication))

#### Пероральні гіпоглікемічні засоби
- Empagliflozin
- Гліклазид[note 11]
- Метформін

Додатково:
- Метформінα

#### Ліки від гіпоглікемії
- Глюкагон (Glucagon (medication))

Додатково:
- Діазоксидα

### Тиреоїдні гормони та антитиреоїдні препарати
- Левотироксин
- Йодид калію
- Пропілтіоурацил
- Розчин Люголяα

## Імунологічні засоби

### Діагностичні засоби
- Туберкулін, очищений білковий дериват (англ. purified protein derivative, PPD)

### Сироваткитаімуноглобуліни
- Антитоксини
- Протидифтерійна сироватка[en]

### Вакцини
- Вакцина БЦЖ
- Вакцини проти холери
- Вакцина проти дифтерії

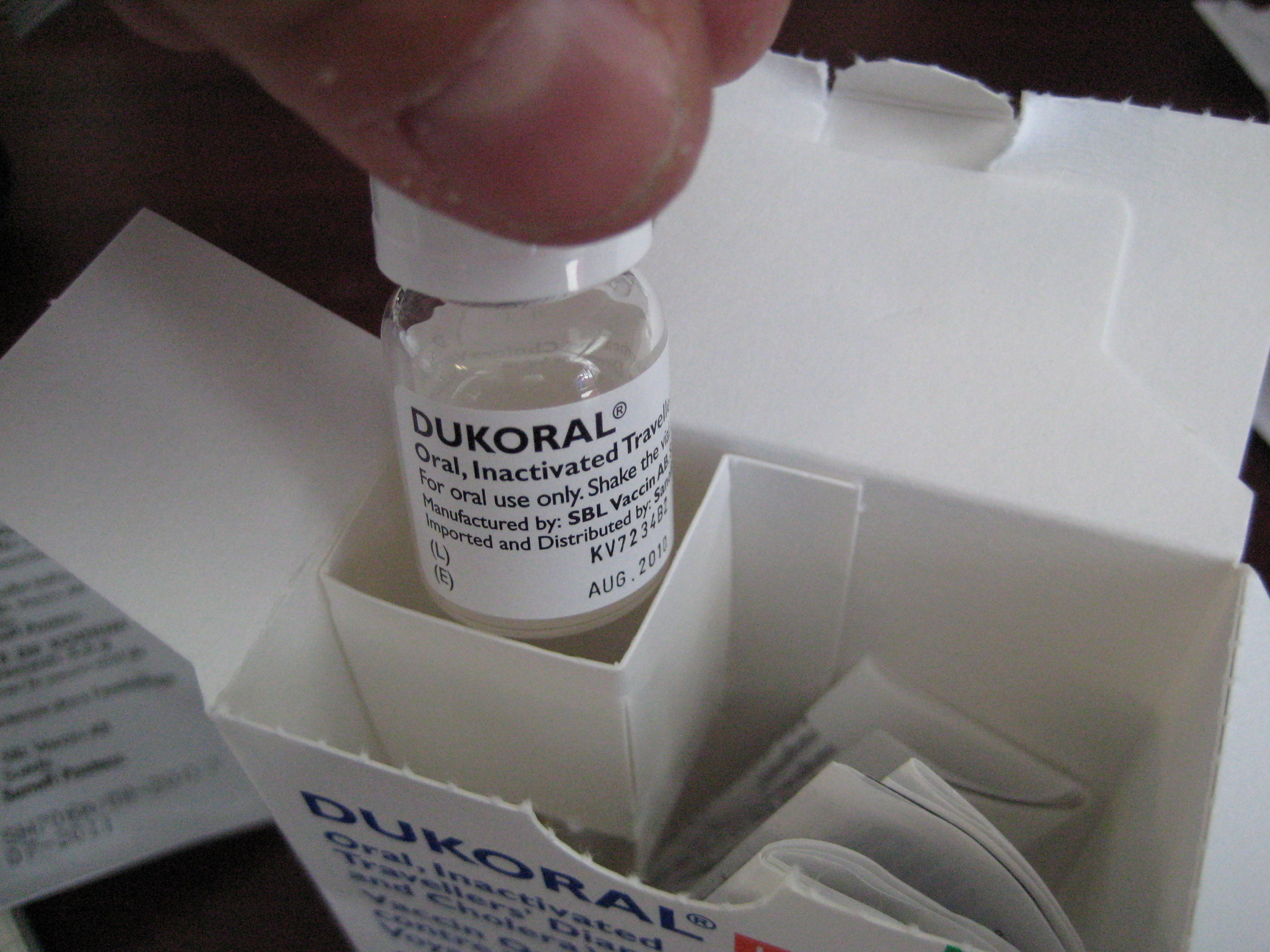
Флакон оральної вакцини проти холери

- Вакцина проти гемофільної палички типу В[en]
- Вакцина проти гепатиту А[note 12]
- Вакцина проти гепатиту В
- Вакцина проти вірусу папіломи людини
- Вакцина проти грипу
- Вакцина проти японського енцефаліту[en]
- Вакцина проти кору
- Meningococcal meningitis vaccine[note 12]
- Mumps vaccine
- Pertussis vaccine
- Pneumococcal vaccine
- Poliomyelitis vaccine
- Rabies vaccine[note 12]
- Rotavirus vaccine
- Rubella vaccine
- Протиправцева вакцина
- Tick-borne encephalitis vaccine[note 13]
- Typhoid vaccine[note 12]
- Varicella vaccine
- Yellow fever vaccine[note 13]

## М'язові релаксанти (периферичної дії) та інгібітори холінестерази
- Атракуріум
- Неостигмін
- Суксаметоній

Додатково:
- Векуроній
- Піридостигмінα

## Засоби для лікування очних захворювань

### Засоби для лікування інфекційних захворювань
- Ацикловір
- Азитроміцин
- Еритроміцин
- Гентаміцин
- Натаміцин
- Офлоксацин
- Тетрациклін

### Протизапальні препарати
- Преднізолон

### Місцеві анестетики
- Тетракаїн (Дикаїн)

### Міотики та протиглаукомні препарати
- Ацетазоламід
- Латанопрост[en]
- Пілокарпін
- Тимолол

### Мідріатики
- Атропін

Додатково:
- Епінефрин (адреналін)α

### Інгібітори фактору росту ендотелію судин (VEGF)
- Бевацизумабα

## Окситотики та антиокситотики

### Окситотики та абортивні засоби
- Ергометрин[en]
- Мізопростол
- Окситоцин (Oxytocin (medication))
- Міфепристон, що використовується з мізопростоломα

### Антиокситотики (токолітики)
- Ніфедипін

## Розчин для перитонеального діалізу
- Розчин для перитонеального діалізу (належного складу)α

## Лікарські засоби для лікування розладів психіки та поведінки

### Лікарські засоби, що застосовуються при психотичних розладах
- Хлорпромазин[джерело?]
- Флуфеназин
- Галоперидол
- Оланзапін
- Паліперидон
- Рисперидон

Додатково:
- Клозапінα

### Лікарські засоби, що застосовуються при афективних розладах

#### Лікарські засоби, що застосовуються при депресивних розладах
- Амітриптилін
- Флуоксетин

#### Лікарські засоби, що застосовуються при біполярних розладах
- Карбамазепін
- Літій
- Вальпроєва кислота (вальпроат натрію)
- Кветіапін

### Лікарські засоби для лікування тривожних розладів
- Діазепам
- Флуоксетин

### Лікарські засоби для лікування обсесивно-компульсивних розладів
- Кломіпрамін
- Флуоксетин

### Лікарські засоби для лікування розладів, викликаних вживанням психоактивних речовин
- Нікотинозамісна терапія
- Метадонα

## Лікарські засоби, що впливають на респіраторний тракт

### Антиастматичні лікарські засоби та лікарські засоби для лікування хронічних обструктивних легеневих захворювань
- Беклометазон
- Будесонід
- Епінефрин
- Іпратропію бромід
- Сальбутамол (альбутерол)

## Розчини, що коригують водні, електролітні та кислотно-лужні розлади

### Для орального застосування
- Солі для оральної регідратації
- Калію хлорид[джерело?]

### Для парентерального застосування
- Глюкоза (Intravenous sugar solution)
- Глюкоза з натрію хлоридом
- Калію хлорид[джерело?]
- Натрію хлорид 0,9 %
- Натрію гідрокарбонат (Potassium chloride (medical use))
- Натрію лактат, складні розчини (Ringer's lactate solution)

### Різне
- Вода для ін'єкцій (Water for injection)

## Вітаміни та мінерали
- Аскорбінова кислота
- Кальцій
  - Кальцію глюконатα
- Холекальциферол
- Ергокальциферол
- Йод (Iodine (medical use))
- Нікотинамід
- Піридоксин
- Ретинол
- Рибофлавін

- Тіамін

## Ліки від вух, носа та горла у дітей
- Acetic acid
- Будесонід
- Ципрофлоксацин
- Ксилометазолін

## Специфічні лікарські засоби для догляду за новонародженими

### Антиокситотики (токолітики)
- Ніфедипін

### Ліки, які призначаються новонародженим
- Caffeine citrate
- Хлоргексидин
- Ібупрофенα, як альтернатива Індометацин
- Простагландин Е1[en] α, як альтернатива Простагландин Е2[en]
- Сурфактант (медичне застосування)[en]α

### Ліки, які призначаються матері
- Дексаметазон
- Транексамова кислота
- Multivitamin

## Ліки від захворювань суглобів

### Препарати для лікування подагри
- Алопуринол

### Хворобо-модифікуючі засоби для лікування ревматологічних хвороб
- Хлорохін
- Азатіопринα
- Гідроксихлорохінα
- Метотрексатα
- Пеніциламінα
- Сульфасалазинα

### Препарати для лікування ювенільного артриту
- Аспірин

## Позначки
↑  Символ α вказує, що лікарський засіб є додатковим, для застосування якого необхідні спеціальні діагностичні засоби або моніторинг та/чи відповідна підготовка фахівця.   An item may also be listed as complementary on the basis of higher costs and/or a less attractive cost/benefit ratio.